# حي الوحدة (قشن)
حي الوحدة هو أحد أحياء مدينة قشن في محافظة المهرة اليمنية. يبلغ تعداد سكانه 1856 نسمة حسب التعداد السكاني في اليمن لعام 2004.